# L'Autre Moitié

L'Autre Moitié est un film suisse réalisé par Rolando Colla, sorti en 2007.

## Synopsis
Le Belge, originaire d'Algérie, Hamid, la quarantaine, travaille dans un réseau bancaire illégal. Il reçoit un coup de fil de son frère cadet suisse, Louis, qu'il n'a pas vu depuis trente-cinq ans. Celui-ci lui explique que leur mère est hospitalisée en Suisse. Croyant d'abord à un coup monté de la police, il finit par se déplacer pour voir sa mère et son frère. Louis et Hamid sont très différents, l'un islamique, l'autre occidental, mais c'est la réunion des deux frères qui formera un tout.

## Fiche technique
- Titre : L'Autre Moitié
- Réalisation : Rolando Colla
- Scénario : Rolando Colla, Rabah Bouberras et Olivier Lorelle
- Production : Elena Pedrazzoli
- Société de production : Peacock Film AG
- Distribution :
  -  Suisse : Look Now!
  -  Mondial : IntraMovies
  -  Canada : 7e Art Distribution
  -  France : Cinéma Public Films
- Musique : Bernd Schurer
- Photographie : Peter Indergand
- Montage : Denise Vindevogel
- Décors :
- Costumes : Florence Scholtes
- Pays :  Suisse
- Lieux de tournage : Bruxelles ( Belgique), Genève ( Suisse)
- Genre : drame
- Durée : 89 minutes
- Format : couleur - 1,85:1 - Format 35 mm
- Budget : 1,6 million d'euros[1]
- Dates de sortie :
  -  Canada : 31 août 2007 (au Festival international du film de Montréal)
  -  Canada : 11 février 2008 (au Rendez-vous du cinéma québécois et francophone de Vancouver)
  -  France : 27 août 2008

## Distribution
- Roberto Bestazzoni : Scherrer
- Kader Boukhanef : Louis
- Jaoued Deggouj : Brahim
- Nade Dieu : Isabella
- Martine Godart : Anita
- Abel Jafri : Hamid
- Abdelmalek Kadi : Youssef

## Distinctions

### Récompenses
- 2008 : prix d'interprétation masculine au Festival international du film d'Amiens pour Abel Jafri et Kader Boukhanef.

## Autour du film
- L'Autre moitié a fait une belle carrière dans les festivals. Le film fut sélectionné :
  - au Festival international du film d'Amiens,
  - au Festival des films du monde de Montréal,
  - au Panafrican Film Festival de Rome,
  - au Imola Film Festival,
  - au Festival international du film d'amour de Mons,
  - au Rendez-vous du cinéma québécois et francophone de Vancouver,
  - au Festival du film de Newport Beach en Californie,
  - au Festival international du film de Shanghai,
  - au Festival international du film de Locarno 2008.